# Mija
Amber Giles (Phoenix, Arizona, Estados Unidos; 30 de mayo de 1992), conocida por su nombre artístico Mija, es una DJ, productora, y promotora estadounidense.

## Vida personal
Amber Giles nació el 30 de mayo de 1992, en Phoenix, Arizona, Estados Unidos.
Giles fue miembro de un coro y tuvo la oportunidad de hacer una gira por Francia y Canadá. A los 17 años dejó de cantar, «Mi familia ya no podía pagar [el coro]», explica Giles, «En ese momento, fue un poco desalentador, así que dejé de hacerlo». Trabajó como promotora de raves y era fanática de DJ Hixxy, de la banda Pendulum, y de los géneros musicales Drum and bass y Happy hardcore. También practica monopatinaje.
Alentada por Skrillex, se mudó al centro de Los Ángeles en octubre de 2014.

## Carrera
Cuando tenía 18 años, vivía con varios DJs y, después de estudiar brevemente moda, abandonó la carrera y comenzó a trabajar como DJ a tiempo completo en 2012 a la edad de 19 años. Formó el dúo Deux Yeux con Eric Daily.
Su entonces novio le dio el apodo de «Mija» (jerga española para «mi hija»), Giles decidió usar el apodo como su nombre artístico. Giles, describe su estilo musical como «fk a genre», porque no le gusta que sea categorizado. Jeffrey O'Neill de Blood Company es su mánager.
Después de ser «descubierta» en un concierto local en Phoenix en su cumpleaños número 22 el fin de semana anterior, actuó en el Festival de Música Bonnaroo en Tennessee en el auto artístico Kalliope de Burning Man en junio de 2014. Tocó el «set del amanecer» a las 6 de la mañana, y Skrillex, que había estado conduciendo por los alrededores en un carro de golf después de que el evento silencioso al que iba estuviera cerrado, cruzó el escenario y pidió tocar un set con ella. Actuó en Burning Man en agosto y luego en TomorrowWorld en Atlanta en el escenario Black Butter Records en septiembre, después de ganar un concurso.
Giles fundó Fk A Genre en 2015, una compañía de giras y promoción que combina varios géneros musicales en un solo espectáculo. Actuó en la Winter Music Conference en Miami en marzo y en Coachella en abril. En junio, realizó presentaciones consecutivas con Anna Lunoe en Los Ángeles antes de embarcarse en el Full Flex Express Tour, que los llevó por Canadá durante ocho noches. En agosto, actuó en los festivales de música Shambhala y HARD Summer, interpretando un remix de Be Together de Major Lazer. En septiembre-octubre, hizo su gira mundial sick af, finalizando en Asia apoyando la gira de Skrillex. Fue la única artista femenina en la gira Road to Ultra en Singapur y Filipinas.
En octubre de 2015, Billboard la nombró una de las «15 DJs femeninas que debes conocer ahora».
En 2016, Giles fundó Made By Mija, una marca de moda con sede en Los Ángeles de la cual es la diseñadora principal. Anunció su segunda gira mundial, sick af. V2, que se llevó a cabo en Estados Unidos, Canadá, México y Australia de febrero a mayo.
Desert Trash, el álbum debut de Giles, fue lanzado el 26 de febrero de 2020 por Never B Alone / Create Music Group, y contó con la voz, la composición, la guitarra, el piano y la producción de Giles.

## Discografía

#### Álbumes
| Año  | Artista | Álbum        | Firma                              |
| ---- | ------- | ------------ | ---------------------------------- |
| 2020 | Mija    | Desert Trash | Never B Alone / Create Music Group |

#### Sencillos
| Año  | Artista                    | Sencillo                       | Firma             |
| ---- | -------------------------- | ------------------------------ | ----------------- |
| 2014 | Ghastly & Mija con Lil Jon | "Crank It"                     | OWSLA             |
| 2016 | Mija & Vindata             | "Better"                       | OWSLA             |
| 2017 | Mija                       | "Secrets"                      | Never B Alone     |
| 2017 | Mija                       | "Time Stops"                   | Never B Alone     |
| 2017 | Mija                       | "That One Time [...]"          | Never B Alone     |
| 2017 | Mija                       | "Never B Alone"                | Never B Alone     |
| 2018 | Mija                       | "D!e [alt]"                    | Never B Alone     |
| 2018 | Mija                       | "Notice Me"                    | Never B Alone     |
| 2018 | Mija con Kelli Schaefer    | "Bad For U"                    | Never B Alone     |
| 2018 | Mija                       | "5AM in Paris"                 | Never B Alone     |
| 2018 | Mija                       | "Never Forget"                 | Never B Alone     |
| 2018 | Mija                       | "Falling ApART (again)"        | Never B Alone     |
| 2018 | Mija                       | "The Last Song I Ever Wrote U" | Never B Alone     |
| 2021 | Mija                       | "Alexandrine"                  |                   |
| 2021 | Mija & Sharks!             | "Distance"                     |                   |
| 2022 | Mija                       | "Groove"                       | Insomniac Records |

#### Remixes
| Año  | Artista                                | Sencillo                                               | Firma                 |
| ---- | -------------------------------------- | ------------------------------------------------------ | --------------------- |
| 2014 | Aden X Claude VonStroke X Kill Frenzy  | "Whip It Down Girl (Mija Mashup)"                      |                       |
| 2014 | Diplo con Angger Dimas & Travis Porter | "Biggie Bounce (Ghastly x Mija Ass & Titties Mix)"     |                       |
| 2014 | Anna Lunoe                             | "BBD V NBD (Mija Mashup)"                              |                       |
| 2015 | Major Lazer con Wild Belle             | "B2GETHER (Mija Remix)"                                |                       |
| 2016 | Darren Styles                          | "Come Running (Mija Remix)"                            | Never B Alone         |
| 2016 | Zimmer con Emilie Adams                | "Escape (Durante Remix) [Mija x Fan Fiction NXC Edit]" | Never B Alone         |
| 2016 | DJ Snake con Bipolar Sunshine          | "Middle (Mija Remix)"                                  | OWSLA                 |
| 2016 | Massive Attack                         | "Paradise Circus (Mija Remix)"                         | Never B Alone         |
| 2016 | A-Trak & Tommy Trash                   | "Lose My Mind (Mija Remix)"                            | Fool's Gold Records   |
| 2018 | Alice Glass                            | "Without Love (Mija Remix)"                            | Loma Vista Recordings |